# بايلر
بايلر (بالفارسية: بایلر) هي قرية تقع في غلستان في إيران. يقدر عدد سكانها بـ 1,398 نسمة .